# Pseudosymblepharis bartramii
Pseudosymblepharis bartramii là một loài rêu trong họ Pottiaceae. Loài này được Thér. ex E.B. Bartram mô tả khoa học đầu tiên năm 1929.